# Leucas glabrata
Leucas glabrata là một loài thực vật có hoa trong họ Hoa môi. Loài này được (Vahl) R.Br. ex Sm. mô tả khoa học đầu tiên năm 1812.